# Donaghmore

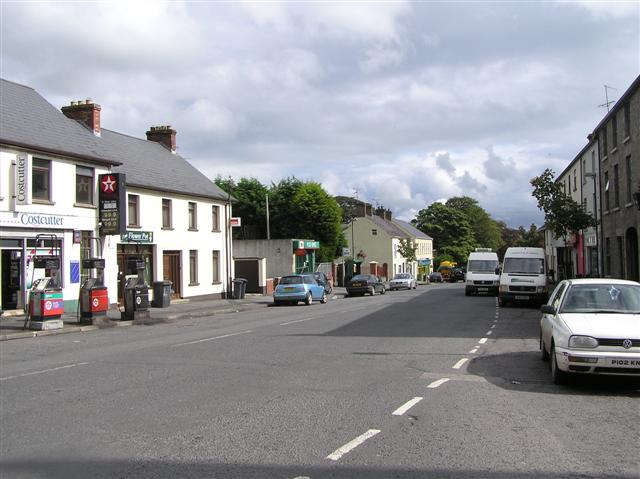
Donaghmore

Donaghmore är ett samhälle (village) och ett townland i grevskapet Tyrone i Nordirland beläget cirka fem kilometer nordväst om Dungannon. År 2001 hade Donaghmore totalt 947 invånare.